# Curt Hennig
Curtis Michael „Curt“ Hennig (* 28. März 1958 in Robbinsdale, Minnesota; † 10. Februar 2003), auch bekannt unter seinem Ringnamen Mr. Perfect, war ein US-amerikanischer Wrestler. Während seiner aktiven Zeit trat er für die größten Wrestlingorganisationen weltweit auf und war regelmäßig in deren TV-Formaten zu sehen. Hennig galt als einer der besten Akteure im Wrestlinggeschäft, durfte jedoch niemals den höchsten Titel einer marktführenden Organisation halten. 2003 starb Hennig an einer Überdosis Kokain.

## Privates
Curt Hennig war der Sohn des Wrestlers Larry „The Axe“ Hennig und dessen Frau Irene. Während seiner Schulzeit an der Robbinsdale High School war er eng mit Richard Rood befreundet, der später unter dem Namen Rick Rude ebenfalls ein sehr bekannter Wrestler wurde.
Sein Sohn Joseph Curtis Hennig wurde ebenfalls Wrestler und stand auch beim Marktführer World Wrestling Entertainment unter dem Ringnamen Curtis Axel unter Vertrag. Allerdings wurde er am 1. Mai 2020 entlassen.

## Karriere

### American Wrestling Association (1980 – 1982, 1984 – 1988)

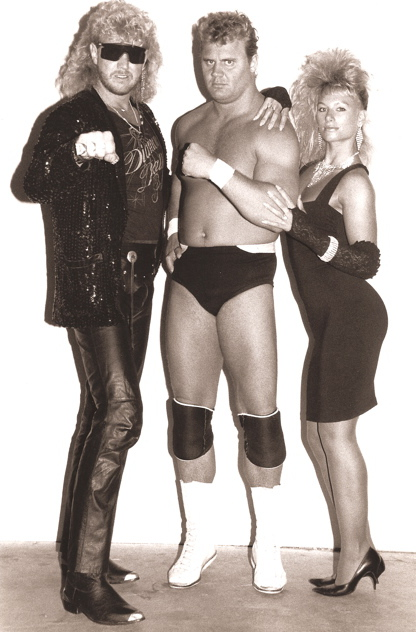
Curt Hennig im Jahr 1988 mit Diamond Dallas Page

An der University of Minnesota spielte Hennig American Football, bis ihn eine Knieverletzung zum Aufhören zwang. Nachdem er von Verne Gagne und seinem Vater zum Wrestler ausgebildet worden war, debütierte er 1979 in der Wrestlingorganisation American Wrestling Association. In den folgenden Jahren war er zusammen mit seinem ebenfalls noch aktiven Vater Larry als Tag Team unter dem Namen Axe Attack unterwegs. Nachdem er ab 1982 kurzzeitig für die World Wrestling Federation aktiv gewesen war, kehrte er 1984 zur AWA zurück.
Hennig formte nun ein Tag Team mit Scott Hall und sie erhielten im Januar 1986 die AWA World Tag Team Championship. Im Mai 1987 durfte er in einem Match den amtierenden Champion Nick Bockwinkel besiegen und den AWA World Heavyweight Championship erhalten. Danach hatte Hennig zusammen mit seinem Vater ein langes Fehdenprogramm gegen Greg Gagne und dessen Vater Verne. Nach über einem Jahr, im Mai 1988, musste er seinen Titel schließlich an Jerry Lawler abgeben. Kurze Zeit später verließ er die AWA und wechselte ein zweites Mal zur WWF.

### World Wrestling Federation (1982 – 1984, 1988 – 1996)
In der WWF trat Hennig nun unter dem Namen „Mr. Perfect“ auf und bekam The Genius als Manager zur Seite gestellt. 1989 arbeitete er mit Champion Hulk Hogan und bestritt mit diesem ein Fehdenprogramm um dessen WWF Championship. Mit Bobby Heenan als neuem Manager gewann Hennig im April 1990 das Finale eines Turniers um den vakanten WWF Intercontinental Champion – Titel gegen Tito Santana und erhielt diesen dadurch. Im August, bei der Großveranstaltung Summerslam, musste er den Titel an Texas Tornado wieder abgeben, durfte ihn jedoch im November zurückgewinnen und verlor ihn endgültig im Folgejahr, beim Summerslam 1991 an Bret Hart. Trotz des Titelverlustes lieferte er – nach Meinung von Fans und Kritikern – im Match gegen Hart die beste Vorstellung seiner Karriere ab.
Nachdem er sich bei einem Match gegen Bret Hart im Sommer 1991 eine Rückenverletzung zugezogen hatte, stieg er ein Jahr lang nicht mehr aktiv in den Ring. Henning trat nur noch als „technischer Berater“ an der Seite von Ric Flair und als Kommentator von „WWF Superstars of Wrestling“ auf. Im Herbst 1992 kehrte er in den Ring zurück und fehdete mit Flair, Shawn Michaels und Lex Luger, bevor ihn die Rückenverletzung zu einer erneuten Pause zwang.
Bei Wrestlemania 10 war Hennig Gastringrichter in einem Titelmatch zwischen Lex Luger und Yokozuna. Hennig disqualifizierte Luger und anschließend war eine Fehde zwischen den beiden geplant. Die Idee wurde jedoch verworfen, nachdem erneute Rückenprobleme bei Hennig auftauchten. Zwischen 1995 und 1996 war er mehrere Male als Kommentator bei WWF-Veranstaltungen tätig.

### World Championship Wrestling (1997 – 2000)
1997 wechselte Hennig zu World Championship Wrestling und fehdete hier zunächst gegen Diamond Dallas Page. Später wurde er Mitglied der Gruppierungen The Four Horsemen und schließlich der nWo. Im September gewann er den United-States-Champion-Titel, musste diesen im Dezember aber an Diamond Dallas Page abgeben. 1999 formierte Hennig zusammen mit Barry Windham, Bobby Duncum Jr., und Kendall Windham die Gruppierung West Texas Rednecks. Während dieser Zeit erhielt er zusammen mit Barry Windham die World-Tag-Team-Titel. Im November trennte sich die Gruppierung bereits wieder und Hennig bestritt nur noch belanglosere Programme, u. a. mit Shawn Stasiak, bevor sein Vertrag im Sommer 2000 auslief.

### Independent (2001 – 2002)
Von 2001 bis 2002 war er in der kurzlebigen „X Wrestling Federation“ aktiv.
Im Januar 2002 kehrte er für kurze Zeit zur WWE zurück, doch eine Backstageauseinandersetzung mit Brock Lesnar bedingte seine Entlassung im Mai des gleichen Jahres. Danach kam Hennig beim neuen Konkurrenten TNA Wrestling unter und bestritt eine Fehde mit dem NWA World Heavyweight Champion Jeff Jarrett, bis sein Tod seine Karriere jäh beendete.

### Tod und danach
Hennig wurde am 10. Februar 2003 tot in einem Hotelzimmer in Brandon, Florida aufgefunden. Laut US-amerikanischen Behörden soll er an einer Überdosis Kokain gestorben sein.
Hennig wurde am 31. März 2007, einen Tag vor Wrestlemania 23, von Wade Boggs posthum in die WWE Hall of Fame eingeführt.

## Erfolge

### Titel
- American Wrestling Association

- 1× World Tag Team Championship (mit Scott Hall)
- 1× AWA World Heavyweight Championship

- Future of Wrestling

- 1× Future of Wrestling World Heavyweight Championship

- Main Event Championship Wrestling

- 1× Main Event Championship Wrestling Heavyweight Championship

- National Wrestling Alliance

- 3× NWA Pacific Northwest Tag Team Championship (je 1× mit Larry "The Ax" Hennig, Buddy Rose und Pat McGhee)
- 1× NWA Pacific Northwest Heavyweight Championship

- Superstars of Wrestling

- 2× Superstars of Wrestling Heavyweight Championship

- World Championship Wrestling

- 1× WCW United States Heavyweight Championship
- 1× WCW World Tag Team Championship (mit Barry Windham)

- World Wrestling Council

- 1× WWC Universal Heavyweight Championship

- World Wrestling Federation

- 2× WWF Intercontinental Championship

- Battle Royal (1991)

### Auszeichnungen
- World Wrestling Entertainment

- WWE Hall of Fame 2007